# Públio Lêntulo

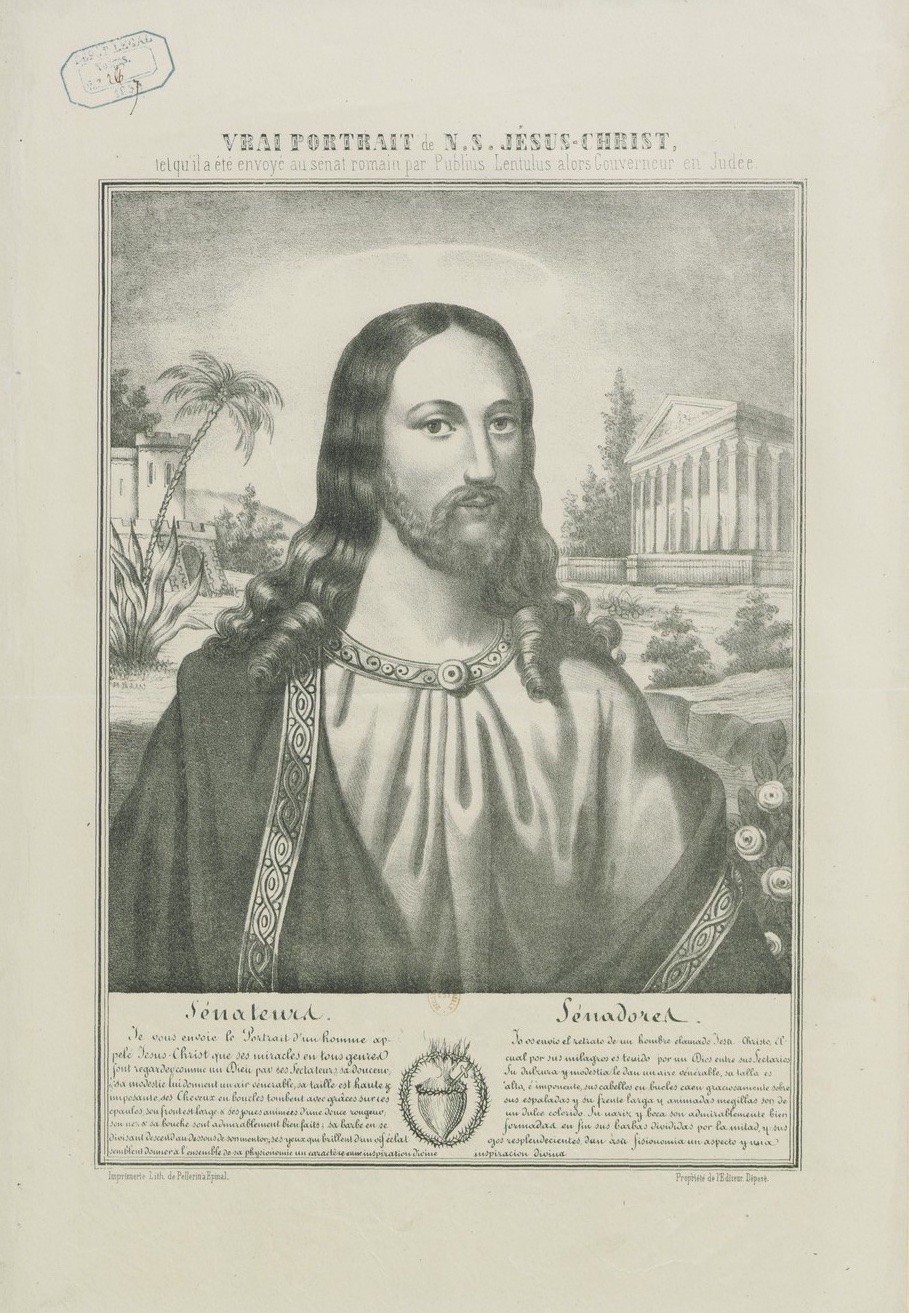
Retrato de Jesus Cristo inspirado na Carta de Lentulus, gravura de 1857, Biblioteca Nacional da França

Públio Lêntulo (em latim: Publius Lentulus), é um personagem citado no livro Há Dois Mil Anos, do médium mineiro Chico Xavier. Na obra  escrita por Xavier, Lêntulo teria sido um senador romano que viveu na Galileia à época de Jesus Cristo.

## Importância no Espiritismo
Públio Lêntulo é um personagem muito considerado pelos adeptos do Espiritismo devido ao relatos constantes no livro Há Dois Mil Anos, psicografado pelo médium brasileiro Chico Xavier, que creditava a autoria ao espírito Emmanuel, seu guia espiritual. Nesta obra são narrados detalhes dos principais fatos da vida de Públio, que teria sido uma das reencarnações do próprio espírito Emmanuel. Há passagens descrevendo seu encontro com Jesus, onde o Cristo intercede pela cura de sua filha, que contraíra lepra. Sua esposa Lívia, dama patrícia, tornara-se cristã. O romance espírita afirma ainda que Lêntulo também teria tido papel importante no julgamento de Jesus por Pôncio Pilatos. Ainda de acordo o relato da obra, Públio Lêntulo teria sido a reencarnação do seu bisavô Públio Cornélio Lêntulo Sura.[carece de fontes?]

## A carta de Públio a Tibério
De acordo com o Espiritismo, fora encontrada uma carta do Senador nos arquivos do Duque de Cesadini, na cidade de Roma, enviada de Jerusalém, na época de Jesus, endereçada ao imperador romano Tibério. Nela, haveria uma descrição física e moral de Jesus feita pelo senador. O teor da carta é o seguinte:[carece de fontes?]
| “                                                                                 | Sabendo que desejas conhecer quanto vou narrar, existindo nos nossos tempos um homem, o qual vive atualmente de grandes virtudes, chamado Jesus, que pelo povo é inculcado o profeta da verdade, e os seus discípulos dizem que é filho de Deus, criador do céu e da terra e de todas as coisas que nela se acham e que nela tenham estado; em verdade, ó César, cada dia se ouvem coisas maravilhosas desse Jesus: ressuscita os mortos, cura os enfermos, em uma só palavra: é um homem de justa estatura e é muito belo no aspecto, e há tanta majestade no rosto, que aqueles que o veem são forçados a amá-lo ou temê-lo. Tem os cabelos da cor amêndoa bem madura, são distendidos até as orelhas, e das orelhas até as espáduas, são da cor da terra, porém mais reluzentes. Tem no meio de sua fronte uma linha separando os cabelos, na forma em uso nos nazarenos, o seu rosto é cheio, o aspecto é muito sereno, nenhuma ruga ou mancha se vê em sua face, de uma cor moderada; o nariz e a boca são irrepreensíveis. A barba é espessa, mas semelhante aos cabelos, não muito longa, mas separada pelo meio, seu olhar é muito afetuoso e grave; tem os olhos expressivos e claros, o que surpreende é que resplandecem no seu rosto como os raios do sol, porém ninguém pode olhar fixo o seu semblante, porque quando resplende, apavora, e quando ameniza, faz chorar; faz-se amar e é alegre com gravidade. Diz-se que nunca ninguém o viu rir, mas, antes, chorar. Tem os braços e as mãos muito belos; na palestra, contenta muito, mas o faz raramente e, quando dele se aproxima, verifica-se que é muito modesto na presença e na pessoa. É o mais belo homem que se possa imaginar, muito semelhante à sua mãe, a qual é de uma rara beleza, não se tendo, jamais, visto por estas partes uma mulher tão bela, porém, se a majestade tua, ó César, deseja vê-lo, como no aviso passado escreveste, dá-me ordens, que não faltarei de mandá-lo o mais depressa possível. De letras, faz-se admirar de toda a cidade de Jerusalém; ele sabe todas as ciências e nunca estudou nada. Ele caminha descalço e sem coisa alguma na cabeça. Muitos se riem, vendo-o assim, porém em sua presença, falando com ele, tremem e admiram. Dizem que um tal homem nunca fora ouvido por estas partes. Em verdade, segundo me dizem os hebreus, não se ouviram, jamais, tais conselhos, de grande doutrina, como ensina este Jesus; muitos judeus o têm como Divino e muitos me querelam, afirmando que é contra a lei de Tua Majestade; eu sou grandemente molestado por estes malignos hebreus. Diz-se que este Jesus nunca fez mal a quem quer que seja, mas, ao contrário, aqueles que o conhecem e com ele têm praticado, afirmam ter dele recebido grandes benefícios e saúde, porém à tua obediência estou prontíssimo, aquilo que Tua Majestade ordenar será cumprido. Vale, da Majestade Tua, fidelíssimo e obrigadíssimo… | ” |
| — Publius Lentulus, Legado de Tibério na Judeia. Indizione settima, luna seconda. | |   |

A carta faz uma descrição física e da personalidade de Jesus de acordo com a concepção cristã, mas não faz referência à palavra Cristo, que é oriunda do Novo Testamento. O relato com as características físicas e da personalidade de Jesus não é encontrado no romance.

### Dúvidas quanto sua autenticidade
A Enciclopédia Católica e outras publicações questionam a autencidade da carta:
- Era desprezado, e o mais rejeitado entre os homens, homem de dores, e experimentado nos trabalhos; e, como um de quem os homens escondiam o rosto, era desprezado, e não fizemos dele caso algum. Isaías 53:3 - (essa suposta carta vem contradizer o que narra o Profeta Messiânico Isaías)
- Não se conhece nenhum Governador de Jerusalém ou Procurador romano da Judeia chamado Lentulus, e um governador romano não poderia encaminhar uma correspondência desse tipo ao senado.[4]
- Um escritor romano não empregaria a expressão "que pelo povo é inculcado o profeta da verdade", que é típica do idioma hebraico.[4]
- A Res Gestae Divi Augusti, entretanto, menciona um "Publius Lentulus" como cônsul romano eleito durante o reinado de Augustus (27 AC a 14 DC).[6]